# Bólu-Hjálmar

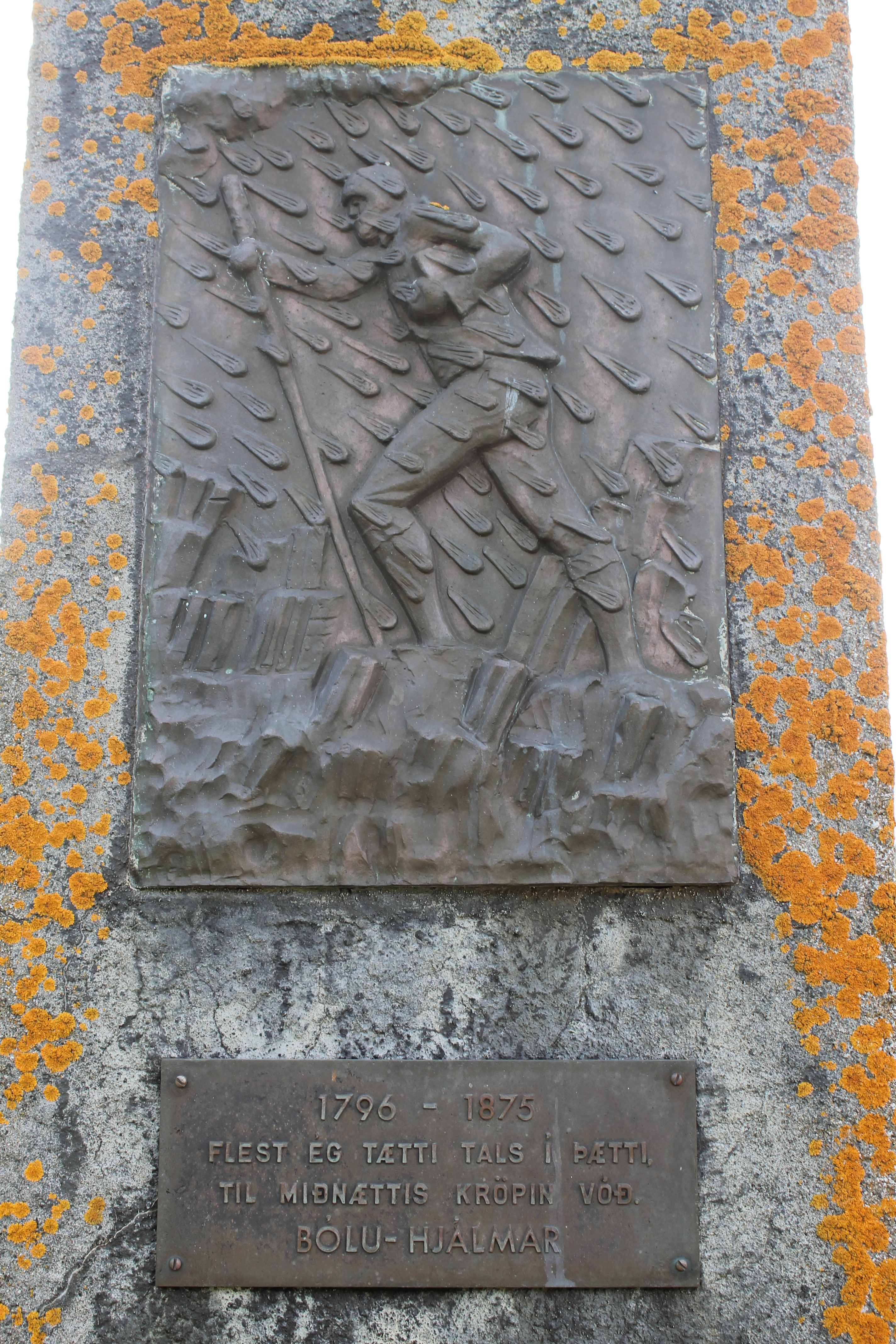
Minnestavla över Bólu-Hjálmar.

Hjálmar Jónsson, känd som "Bólu-Hjálmar" efter gården Bóla, född 29 september 1796 i Eyjafjörður, död 25 juli 1875 i Skagafjörður, var en isländsk skald. 
Bólu-Hjálmar, som var oäkta son till en fattig bonddräng och en "förfallen kvinna", framlevde hela sitt liv i svår fattigdom, först som dräng och fiskare, sedan som bonde först i Eyjafjörður, sedan i Skagafjörður och därpå i Húnavatnssýsla, slutligen åter i Skagafjörður. Utan att någonsin ha fått någon ordentlig undervisning lärde han sig åtskilligt på egen hand och kunde även läsa danska. 
Trots bristande bildning var Bólu-Hjálmar en framstående skald, i synnerhet vad gäller hans minnesdikter över hustrun. Han skrev även efterklangspoesi i Jón Þorlákssons stil, sentimentalt-religiös och klagande. Mest känd är han som nidskald; dels hans personliga ovänner, dels de rika och snåla i allmänhet, dels prästerna, blev föremål för hans bitande satir. Han skrev även fosterländska dikter, dock aldrig skönmålningar av land och folk, vilkas brister och fattigdom han öppet påvisade, på samma gång han uttalade en djup och varm kärlek till dem. 
Bólu-Hjálmars dikter utgavs 1888 i urval med en inledande essä av Hannes Hafstein (1888) under titeln "Kvæði og kviðlingar eptir Bólu-Hjálmar".